# Ловнидол
Ловни́дол (болг. Ловнидол) — село в Габровській області Болгарії. Входить до складу общини Севлієво.

## Населення
За даними перепису населення 2011 року у селі проживали 318 осіб.
Національний склад населення села:
| Національність   | Кількість осіб | Відсоток |
| ---------------- | -------------- | -------- |
| болгари          | 257            | 97,3%    |
| інша             | 4              | 1,5%     |
| Всього відповіли | 264            |          |

Розподіл населення за віком у 2011 році:
Динаміка населення: